# Мело, Артур
А́ртур Энри́ке Ра́мос де Оливе́йра Ме́ло (порт.-браз. Arthur Henrique Ramos de Oliveira Melo; род. 12 августа 1996, Гояния), более известный как А́ртур — бразильский футболист, полузащитник клуба «Ювентус». Выступает на правах аренды за испанский клуб «Жирона». Выступал за сборную Бразилии.
В основном составе «Гремио» дебютировал в 16 лет. В 2016 году выиграл с этой командой Кубок Бразилии, в 2017 — Кубок Либертадорес, в 2018 — Рекопу Южной Америки и чемпионат штата Гаучо. В дальнейшем был выкуплен испанским клубом «Барселона», а позже перешёл в итальянский «Ювентус».

## Клубная карьера
Артур начал карьеру в клубе «Гояс» из своего родного города. В 2010 году его заметили скауты клуба «Гремио», после чего он стал игроком их футбольной академии. С командой до 20 лет выиграл Чемпионат штата Гаучо в 2014 году.
Перед началом сезона 2015 года был переведён Луисом Фелипе Сколари из юношеского состава в основной. Вскоре он дебютировал в матче Лиги Гаушу. В 2016 году Артур дебютировал в бразильской Серии А, выйдя на замену в последней игре сезона против «Ботафого» (0:1).
В 2017 году закрепился в основном составе «Гремио». Именно в это время бразильцам удалось выиграть главный трофей южного полушария — Кубок Либертадорес. В своём дебютном матче в Кубке Либертадорес против «Гуарани» Артур был признан лучшим игроком матча, сделав 40 передач с точностью 100 %. Комментаторы сравнивали его по стилю игры с испанскими полузащитниками Андресом Иньестой и Тьяго Алкантарой. До конца года сыграл ещё в 13 матчах Кубка Либертадорес (лишь два начал в запасе). «Гремио» вышел в финал, где уверенно обыграл аргентинский «Ланус» (1:0, 2:1). У себя на родине был признан главным открытием Серии А, а также попал в символическую сборную турнира. В декабре 2017 года «Барселона» опубликовала в своем твиттере фото Артура в форме каталонцев. Позже стало известно, что это постарались редакторы клуба, а сам хавбек исключил зимний переезд в Испанию.
11 марта 2018 года «Барселона» объявила о переходе бразильца. Однако официально сделка была закрыта 9 июля. «Сине-гранатовые» заплатили за игрока 40 миллионов евро: 31 + 9 в качестве бонусов. Контракт был рассчитан на 6 лет. Сумма отступных — 400 млн евро.
29 июня 2020 года было объявлено о том, что по окончании сезона Артур станет футболистом «Ювентуса», который заплатит за трансфер бразильского полузащитника 72 млн евро, а также предусмотренные в качестве бонусов 10 млн евро, а в бывший клуб игрока — «Барселону» — отправится Миралем Пьянич. Контракт с Артуром подписан до 30 июня 2025 года.

## Карьера в сборной
Артур выступал за сборные Бразилии до 17 и до 20 лет. В 2013 году принял участие в чемпионате Южной Америки для игроков до 17 лет.
15 сентября 2017 года Артур был впервые вызван в состав основной сборной Бразилии, но на поле не появился.
Летом 2019 года был вызван в сборную на Кубок Америки, в котором отыграл 5 матчей и отдал голевую передачу в финале против сборной Перу.

## Достижения
«Гремио»
- Обладатель Кубка Бразилии: 2016
- Обладатель Кубка Либертадорес: 2017

«Барселона»
- Чемпион Испании: 2018/19
- Обладатель Суперкубка Испании: 2018

«Ювентус»
- Обладатель Суперкубка Италии: 2020
- Обладатель Кубка Италии: 2020/21

Сборная Бразилии
- Обладатель Кубка Америки: 2019

## Статистика выступлений

### Клубная статистика
| Выступление      | Выступление      | Выступление      | Лига | Лига | Кубки | Кубки | Еврокубки | Еврокубки | Прочие | Прочие | Итого | Итого |
| Клуб             | Лига             | Сезон            | Игры | Голы | Игры  | Голы  | Игры      | Голы      | Игры   | Голы   | Игры  | Голы  |
| ---------------- | ---------------- | ---------------- | ---- | ---- | ----- | ----- | --------- | --------- | ------ | ------ | ----- | ----- |
| Гремио           | Серия А          | 2015             | 0    | 0    | 0     | 0     | —         | —         | 1      | 0      | 1     | 0     |
| Гремио           | Серия А          | 2016             | 1    | 0    | 0     | 0     | —         | —         | 0      | 0      | 1     | 0     |
| Гремио           | Серия А          | 2017             | 27   | 1    | 5     | 1     | 12        | 0         | 6      | 0      | 50    | 2     |
| Гремио           | Серия А          | 2018             | 7    | 1    | 1     | 0     | 3         | 0         | 7      | 3      | 18    | 4     |
| Гремио           | Итого            | Итого            | 35   | 2    | 6     | 1     | 15        | 0         | 14     | 3      | 70    | 6     |
| Барселона        | Примера          | 2018/19          | 27   | 0    | 7     | 0     | 9         | 0         | 1      | 0      | 44    | 0     |
| Барселона        | Примера          | 2019/20          | 21   | 3    | 3     | 1     | 4         | 0         | 0      | 0      | 28    | 4     |
| Барселона        | Итого            | Итого            | 48   | 3    | 10    | 1     | 13        | 0         | 1      | 0      | 72    | 4     |
| Ювентус          | Серия А          | 2020/21          | 22   | 1    | 2     | 0     | 7         | 0         | 1      | 0      | 32    | 1     |
| Ювентус          | Серия А          | 2021/22          | 20   | 0    | 4     | 0     | 6         | 0         | 1      | 0      | 31    | 0     |
| Ювентус          | Итого            | Итого            | 42   | 1    | 6     | 0     | 13        | 0         | 2      | 0      | 63    | 1     |
| Ливерпуль        | Премьер-лига     | 2022/23          | 0    | 0    | 0     | 0     | 1         | 0         | 0      | 0      | 1     | 0     |
| Ливерпуль        | Итого            | Итого            | 0    | 0    | 0     | 0     | 1         | 0         | 0      | 0      | 1     | 0     |
| Фиорентина       | Серия А          | 2023/24          | 27   | 0    | 3     | 0     | 7         | 0         | 1      | 0      | 38    | 0     |
| Фиорентина       | Итого            | Итого            | 27   | 0    | 3     | 0     | 7         | 0         | 1      | 0      | 38    | 0     |
| Всего за карьеру | Всего за карьеру | Всего за карьеру | 152  | 6    | 25    | 2     | 49        | 0         | 18     | 3      | 244   | 11    |

### Матчи и голы за сборную
| Матчи, голы и голевые передачи Артура за сборную Бразилии                        | Матчи, голы и голевые передачи Артура за сборную Бразилии | Матчи, голы и голевые передачи Артура за сборную Бразилии    | Матчи, голы и голевые передачи Артура за сборную Бразилии | Матчи, голы и голевые передачи Артура за сборную Бразилии | Матчи, голы и голевые передачи Артура за сборную Бразилии | Матчи, голы и голевые передачи Артура за сборную Бразилии | Матчи, голы и голевые передачи Артура за сборную Бразилии | Матчи, голы и голевые передачи Артура за сборную Бразилии | Матчи, голы и голевые передачи Артура за сборную Бразилии |
| №                                                                                | Дата                                                      | Место проведения                                             | Оппонент                                                  | Счёт                                                      | Голы                                                      | Передачи                                                  | Замены                                                    | Номер                                                     | Соревнование                                              |
| -------------------------------------------------------------------------------- | --------------------------------------------------------- | ------------------------------------------------------------ | --------------------------------------------------------- | --------------------------------------------------------- | --------------------------------------------------------- | --------------------------------------------------------- | --------------------------------------------------------- | --------------------------------------------------------- | --------------------------------------------------------- |
| 1                                                                                | 7 сентября 2018                                           | «Метлайф-стэдиум», Ист-Ратерфорд, США                        | США                                                       | 2:0                                                       | —                                                         | —                                                         | 60'                                                       | 15                                                        | Товарищеский матч                                         |
| 2                                                                                | 11 сентября 2018                                          | «Федэкс-филд», Мэрилэнд, США                                 | Сальвадор                                                 | 5:0                                                       | —                                                         | —                                                         | 70'                                                       | 15                                                        | Товарищеский матч                                         |
| 3                                                                                | 12 октября 2018                                           | «Король Сауд Юнивёрсити Стэдиум», Эр-Рияд, Саудовская Аравия | Саудовская Аравия                                         | 2:0                                                       | —                                                         | —                                                         | 72'                                                       | 15                                                        | Товарищеский матч                                         |
| 4                                                                                | 16 октября 2018                                           | «Король Абдалла Спортс Сити», Джидда, Саудовская Аравия      | Аргентина                                                 | 1:0                                                       | —                                                         | —                                                         | —                                                         | 15                                                        | Товарищеский матч                                         |
| 5                                                                                | 16 ноября 2018                                            | «Эмирейтс», Лондон, Англия                                   | Уругвай                                                   | 1:0                                                       | —                                                         | —                                                         | —                                                         | 5                                                         | Товарищеский матч                                         |
| 6                                                                                | 20 ноября 2018                                            | «Стэдиум МК», Милтон-Кинс, Англия                            | Камерун                                                   | 1:0                                                       | —                                                         | —                                                         | —                                                         | 5                                                         | Товарищеский матч                                         |
| 7                                                                                | 23 марта 2019                                             | «Драган», Порту, Португалия                                  | Панама                                                    | 1:1                                                       | —                                                         | —                                                         | 71'                                                       | 8                                                         | Товарищеский матч                                         |
| 8                                                                                | 26 марта 2019                                             | «Синобо Стэдиум», Прага, Чехия                               | Чехия                                                     | 3:1                                                       | —                                                         | —                                                         | 72'                                                       | 8                                                         | Товарищеский матч                                         |
| 9                                                                                | 5 июня 2019                                               | «Национальный стадион», Бразилиа, Бразилия                   | Катар                                                     | 2:0                                                       | —                                                         | —                                                         | 66'                                                       | 8                                                         | Товарищеский матч                                         |
| 10                                                                               | 9 июня 2019                                               | «Национальный стадион», Бразилиа, Бразилия                   | Гондурас                                                  | 7:0                                                       | —                                                         | —                                                         | 32'                                                       | 8                                                         | Товарищеский матч                                         |
| 11                                                                               | 18 июня 2019                                              | «Фонте-Нова», Сальвадор, Бразилия                            | Венесуэла                                                 | 0:0                                                       | —                                                         | —                                                         | —                                                         | 8                                                         | Кубок Америки 2019                                        |
| 12                                                                               | 22 июня 2019                                              | «Арена Коринтианс», Сан-Паулу, Бразилия                      | Перу                                                      | 5:0                                                       | —                                                         | —                                                         | —                                                         | 8                                                         | Кубок Америки 2019                                        |
| 13                                                                               | 27 июня 2019                                              | «Арена Гремио», Порту-Алегри, Бразилия                       | Парагвай                                                  | 0:0 (4:3)                                                 | —                                                         | —                                                         | —                                                         | 8                                                         | Кубок Америки 2019                                        |
| 14                                                                               | 2 июля 2019                                               | «Минейран», Белу-Оризонти, Бразилия                          | Аргентина                                                 | 2:0                                                       | —                                                         | —                                                         | —                                                         | 8                                                         | Кубок Америки 2019                                        |
| 15                                                                               | 7 июля 2019                                               | «Маракана», Рио-де-Жанейро, Бразилия                         | Перу                                                      | 3:1                                                       | —                                                         | 1                                                         | —                                                         | 8                                                         | Кубок Америки 2019                                        |
| Итого: 15 матчей / 0 голов / 1 голевая передача; 13 побед, 2 ничьи, 0 поражений. |                                                           |                                                              |                                                           |                                                           |                                                           |                                                           |                                                           |                                                           |                                                           |